# Vihar Judit publikációinak listája

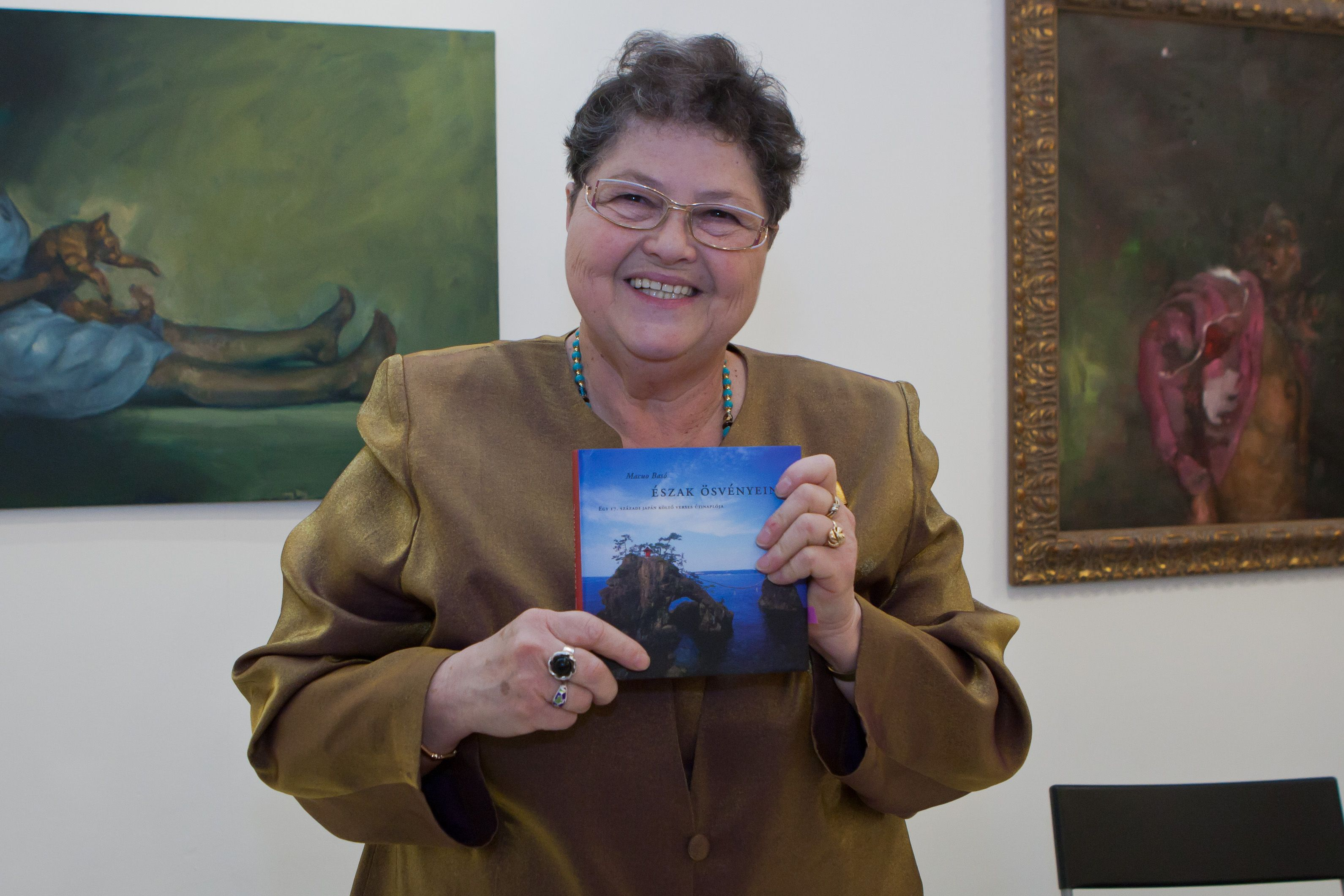
Vihar Judit Macuo Basó verses útinaplójának, az Észak ösvényein című könyvének magyar nyelvű példányával a kezében.

Ez a lista Vihar Judit irodalomtörténész, műfordító, haiku-költő tudományos és egyéb publikációit, műfordításait tartalmazza a megjelenés helyének, idejének megjelölésével kronológiai sorrendben.
Fő szakterülete az irodalomtörténet és a fordítástudomány. A legfontosabb kutatási témái közé tartozik a modern japán novellisztika, a japán haiku, a műfordítási problémák és az idegennyelv-oktatás módszertana. Mind hazai, mind pedig nemzetközi rangos folyóiratokban publikál, és eddig 291 közleménye jelent már meg. Itthon és külföldön is ismert és elismert tudós, műfordító és haikuköltő, aki számos fórumon, konferencián ad elő, és jelentős kutatói és szakmai kapcsolatokkal rendelkezik. Nevéhez olyan neves japán nyelvű művek magyarra fordítása köthető, mint Óe Kenzaburó Nobel-díjas regénye, a Futball-lázadás vagy Macuo Basó verses útinaplója, az Észak ösvényein című könyv.

## Vihar Judit írásainak bibliográfiája
Könyvek, jegyzetek, tankönyvek, tanulmányok, szócikkek, tantervek.
Több mint 150 szócikk a Világirodalmi Lexikon (Akadémiai Kiadó, Budapest, 1970–1996) japán anyagából. 

### 60-as évek

#### 1968
- 1. Óe Kenzaburó: Birkaemberek. Elbeszélés. Nagyvilág, 1968/12 1763–1772. o. fordítás

### 70-es évek

#### 1978
- 2. Új orosz nyelvi tankönyvek. Ismertetés (Soltész Judittal közösen). Köznevelés, 1978/38. 29–30. o.
- 3. Kavabata Jaszunari: Lírai dal. Elbeszélés. Nagyvilág, 1978/6/ 815–829. o.
- 4. Abe Kóbó: A bot. Elbeszélés. Nagyvilág, 1978/10/ 1471–1474. o.
- 5. Szurkov, Jevgenyij: Nyitány. Egy új színház születéséről. Szovjet Irodalom, 1978/10./171. o.

#### 1979
- 6. Kísérleti orosz nyelvkönyv, munkafüzet és feladatlapok az 5. osztály számára. Ismertetés. Köznevelés, 1979/38. 27–29. o.
- 7. Akutagava Rjúnoszuke: A hottoko álarc. Lektorálás. Magvető, Budapest, 1979.
- 8. Óe Kenzaburó: A szabad tengerjárók (regényrészlet). Lektorálás. Nagyvilág 1979/11.

### 80-as évek

#### 1980
- 9. A szaknyelvoktatás nyelvészeti vonatkozásai a Külkereskedelmi Főiskolán. Alkalmazott Nyelvtan és Nyelvoktatás. BME Nyelvi Intézete, Budapest, 99-104. o.
- 10. Suksin, Vaszilij: Jöttem, hogy szabadságot hozzak. Regény. Magvető, 1980. 506. o.

#### 1981
- 11. Első orosz könyvem. Ismertetés. Köznevelés, 1981/29. 30. o.

#### 1982
- 12. Első orosz könyvem. Ismertetés. A Tanító, 1982/5. 12-14. o.

#### 1983
- 13. Tanmenetjavaslat orosz nyelvből. A Tanító, 1983/8. 19–23. o.

#### 1985
- 14. A mocsár úrnőjének paripája. Japán népmese. Nők Lapja, 1985/1./30. o.
- 15. Kunikida Doppo: Barátom, a lovas. Népszabadság, 1985.06.22./18. o.

#### 1988
- 16. Gesztusok az oroszban és a japánban. In: Tanárképzés és Tudomány 4. Budapest, 1988. 207–214. o.

#### 1989
- 17. Ozaki Kazuo: Csomag érkezett. Népszabadság, 1989.02.11./17. o.

### 90-es évek

#### 1992
- 18. Akutagava Rjúnoszuke: A bozótmélyben. Elbeszélés. (Gergely Ágnessel közösen) In: A vihar kapujában. Európa, 1992. 5–22. o.

#### 1994
- 19. A japán irodalom rövid története. Nemzeti Tankönyvkiadó, Budapest, 1994.
- 20. Sanyutei Encho: Kísértetlámpás. Lektorálás és utószó. Széphalom Könyvműhely. Budapest, 1994.
- 21. Hibbant vénember-e a Kedves bópeer? Mai Magyar Japanológia 1994. 3–9.
- 22. A második japán Nobel-díjas író, Óe Kenzaburó. Élet és Irodalom 1994/43. 14. o.
- 23. Óe Kenzaburó. Tanulmány. Nagyvilág 1994/12. 970–973. o.
- 24. “A vadkörte” című japán mese alapján készült metszet, harminchárom gyermek közös alkotása. Jamagava Júki riportja egy japán pedagógussal. Új Pedagógiai Szemle, 1994./2. 52–63. o.
- 25. Óe Kenzaburó: Birkaemberek. Elbeszélés. Magyar Nemzet, 1994/10.15. 20. o.
- 26. Óe Kenzaburó: A különös munka. Elbeszélés. Nagyvilág, 1994/12/ 973–981. o.
- 27. „Akutagawa’s influence in the world literature”. Előadás az EAJS (European Association for Japanese Studies) konferenciáján, Bonnban, a Bonni Egyetemen, 1994.

#### 1995
- 28. Japán nyelvkönyvek és munkafüzetek a Pedagógus Szakma Megújításáért Projekt pályázatára (Kiss Sándorné és munkacsoportja). Lektorálás. A sorozatból eddig megjelent: Varrók Ilona: Szöveggyűjtemény. Tárogató Kiadó, Budapest, 1995. *29. Varrók Ilona: Olvasás munkafüzet. Tárogató Kiadó, Budapest, 1995. Kiss Sándorné: Tanterv. Tárogató Kiadó, Budapest, 1995.
- 30. Csikamacu Monzaemon: Kettős szerelmi öngyilkosság Amidzsima szigetén. Rádiódráma. Dramaturg: Mesterházi Márton. Magyar Rádió, 1995.

#### 1996
- 31. Macuo Basó: Legszebb haikui. Szerkesztés és bevezetés. Fortuna–Printer Art, Budapest, 1996.
- 32. The Spirit of Haiku. In: The Japanese Traditional Thought and the Present. Prague, February 1996. pp. 163–168.

#### 1997
- 33. A Magyar–Japán Baráti Társaság évkönyve a társaság fennállásának 10. évfordulója alkalmából. 1997.
- 34. Naboby, kurucy i troicyn korol'. O perevodach vengerszkich proizvogyenyij na russzkij jazyk. In: Studia Slavica Hung. 42 (1997) стр. 435–441.
- 35. Óe Kenzaburó: Futball-lázadás. Regény. Saját kiadásban a Nobel-díjas szerző Magyarországra utazása kapcsán. 1997. 311 o.
- 36. 35th International Congress of Asian and North African Studies (ICANAS) (Budapest) „Akutagawa és a világirodalom”. 1997.06.27.
- 37. „Akutagawa és a világirodalom”. 1997.06.27.
- 38. Óe Kenzaburó: Futball-lázadás című Nobel-díjas regényének bemutatója Budapesten az Írók Boltjában. A könyvet méltatja: Hidasi Judit. 1997. 09.22.

#### 1998
- 39. A tiszteletiség kifejezési formáiról az oroszban, a magyarban és a japánban. In: Nyelv – stílus – irodalom. Köszöntő könyv Péter Mihály 70. születésnapján. Argumentum Kiadó 1998. 602–607. o.
- 40. “Egyszerű és tiszta hasadás volt bennem szellem és hús között” Misima Jukio: Egy maszk vallomása – könyvismertetés. Új Könyvpiac, 1998. VIII. december 14. o.
- 41. Vihar Béla: Szíjak között. Szerkesztés. Széphalom Könyvműhely 1998.
- 42. Kanazawa József: Még egy szót Japánról. Lektorálás. Fílum 1998.
- 43. „Hibbant vénember-e a kedves bópeer? Tanizaki Jun’ichiro és Déry Tibor regényének összehasonlítása”. Előadás a Körösi Csoma Társaság konferenciáján, Budapesten, az ELTE-n, 1998.

#### 1999
- 44. A nő szerepe a japán irodalomban. (Tanulmány és fordítások) Magyar Napló. A Magyar Írószövetség Lapja. 1999. 11. szám 20–36. o.
- 45. Miért tanul(ja)nak gyerekeink japánul? Nyelvinfó – A nyelvtanárok lapja VII. évfolyam 1999/4. szám 13–14. o.
- 46. A japán színház bölcsőjénél. Kárpáti János: Tánc a mennyei barlang előtt. Pannonhalmi Szemle 1999/VII/4. 135—139. o.
- 47. Joszano Akiko, Ibaraki Noriko, Óoka Makoto, Mijosi Tacudzsi versei. Magyar Napló 1999. 11. sz. 22-23., 29 o.
- 48. Kavabata Jaszunari: A gyönyörű Japán és én. Nobel-elbeszélés. Magyar Napló 1999. 11. sz. 24-27.
- 49. Kavabata Jaszunari: Csipkerózsikák. Elbeszélés – részlet. Magyar Napló 1999. 11. sz. 28-29. o.
- 50. Kidzsima Hadzsime: Szimmetrikus négykezes I. Gergely Ágnes és Vihar Judit műfordítása. Tisztás c. folyóirat 1999/ 1. száma 149–158. o.

### 2000-es évek

#### 2000
- 51. Sayumi Kamakura kötetéről előszó külön is: KK.Vol.15.No.01.Jan-Feb-Mar. 2014 An international literary quarterly published from Bangalore since 2000.
- 52. Kidzsima Hadzsime: Szimmetrikus négykezes II. Gergely Ágnes és Vihar Judit műfordítása. Tisztás c. folyóirat 2000/II. évfolyam 1. szám 107–113. o.
- 53. „The Spirit of haiku”. Előadás a I. World Haiku Conference rendezvényén, London–Oxford, 2000.

#### 2001
- 54. Akutagawa Ryūnosuke Imogayū és Móricz Zsigmond A tragédia című novellájának összehasonlító elemzése. In: Folia Japonica Budapestinensia, Károli Gáspár Egyetem, Bp. 2001. 114–118.
- 55. Momotaro, a barackfiú. Japán népmesék kétnyelvű kiadásban. Bevezetés és szerkesztés. Alfabéta kiadó 2001.
- 56. Őfelsége Micsiko japán császárné: Először mászom meg a hegyet. Mese. Lektorálás. Balassi Kiadó 2001.

#### 2002
- 57. A könyvek világa Japánban. Tanulmány. Új Könyvpiac 2002/július-augusztus. 7–11. o.
- 58. A szerelem és a japán irodalom. Tanulmány. Magyar Napló 2002. 10. o.
- 59. A vérző torkú költő. Esszé. Magyar Napló 2002. 10. 43–46. o.
- 60. Ihara Szaikaku: Öt szerelmes asszony. Regényrészlet. Magyar Napló 2002. október. 42–43. o.
- 61. Abe Kóbó: A piros selyemgubó. Elbeszélés. Magyar Napló 2002 október. 46–47. o.
- 62. Nacuisi Banja haikui és Kidzsima Hadzsime versei. Magyar Napló 2002. október. 51–53. o.
- 63. „A haikuköltészet Magyarországon”. Előadás a II. World Haiku Conference rendezvényén, Akita, Yuwa, 2002.

#### 2003
- 64. On the Northern of the Far East. Essay. World Haiku Review Volume 3. Issue1. March 2003.
- 65. A nyolcfejű sárkány. Japán népmesék és mondák kétnyelvű kiadásban. Bevezetés és szerkesztés. Alfabéta Kiadó 2003.
- 66. Rácz János: A bonszáj története. Budai Kiadó, 2003. Lektorálás.
- 67. Ekuni Kaori: Duke. Elbeszélés. Nagyvilág 2003/9 680–684. o.
- 68. Nacume Szószeki: A Kölyök. Regény. Balassi Kiadó 2003.
- 69. „Hungarian haiku”. Előadás és a Spring Haiku Conference szervezése, Budapest–Érd, 2003.
- 70. „A mai japán irodalom megjelenései”. Előadás a Magyar Japanológusok VI. konferenciáján. Budapest, Japán Nagykövetség, 2003.
- 71. Bábok. Kerekasztal beszélgetés Karátson Gáborral Kitano Takeshi filmjének bemutatója kapcsán Budapesten, az Uránia Filmszínházban, 2003.
- 72. „Nacume Szószeki és Móricz Zsigmond hősei”. Előadás Nacume Szószeki: A Kölyök című könyvének bemutatóján a Japán Alapítvány budapesti irodájában, 2003.

#### 2004
- 73. A fénnyel megajándékozó kapu. Viktor Pelevin: Az agyag géppuska. Nagyvilág 2004/6 528–535. o.
- 74. Mori Jóko: Falatnyi boldogság. Nagyvilág 2004/5 393–400. o.
- 75. Kavabata Jaszunari: Az izui táncosnő. Nagyvilág 2004/10 779–799. o.

#### 2005
- 76. „Krikszkrakszokat, japán betűket írnék” In: „Szabad ötletek…” Szőke György tiszteletére barátaitól és tanítványaitól. (Szerk. Kabdebó Lóránt – Ruttkay Helga – Szabóné Huszárik Mária). Miskolci Egyetem Irodalomtudományi Doktori Iskola Szabó Lőrinc Kutatóhely. Miskolc 2005. 432–445. o.
- 77. ХАИКУ У МАЂАРСКОJ. In: ХАИКУ НОВИНЭ. НИШ, ГОДИНА 2005. 12/19 18.
- 78. „A zuglói zen imaházban”. Bratka László: Hétpecsétes város levéltáraiban. Nagyvilág 2005/4 321–328. o.
- 79. Akutagava Rjúnoszuke: Pokoli borzalom. Nagyvilág 2005/10 747–771. o
- 80. Tokutomi Roka: Sónani feljegyzések. Műhely 2005/6 10–17. o.
- 81. „A haikuköltészet Japánban”. Előadás a Japán Napok keretében Budapesten a Campona üzletházban, 2004.
- 82. „Haiku-poetry in Hungary”. Előadás az I. European Haiku Conference-en a Frankfurt melletti Nauheimben, 2005.
- 83. „A haiku világa”. Előadás a Japán Napokon Dunavarsányban, az Ibiden megnyitója alkalmából, 2005.

#### 2006
- 84. A sokarcú Japán. Magyar Napló 2006.2. 53–55. o.
- 85. Haiku poetess from Hungary – Judit Vihar. Almanach GINKO. Sophia, 2006. 34.
- 86. Delta-rengay. Гинка Билярска – България, -- Юдит Вихар – Унгария: Къща на брега. In: SMS–Поэзия – 2006. Издател Национален дворец на културата, София, 2006. 106.
- 87. Haiku. Hungary, Judit Vihar. In: ХАИКУ НОВИНЭ. НИШ, ГОДИНА 2006. 13/20 23.
- 88. „…én azt hiszem, annál nincs nagyobb öröm, mint valakit megtanítani valamire, amit nem tud”. Nacume Szószeki: A Kölyök és Móricz Zsigmond Légy jó mindhalálig című művének egybevetése. In: 101 írás Pusztai Ferenc tiszteletére. Argumentum, Budapest, 2006. 523–529. o.
- 89. Ady Japánul. Nagyvilág 2006/11-12. 1088-1094. o.
- 90. Japán nyelvkönyvek és hangkazetták 1–38. kötet. Európai Levelező Oktatás, Budapest 2004–2006.
- 91. Japán. Útitárs. Panemex Kiadó, Bp. 2006.
- 92. Iida Rjóta, Takajanagi Dzsódzsin, Jaszui Kódzsi haikui. Magyar Napló 2006/2 55–56. o.
- 93. Akutagava Rjúnoszuke: Mori tanár úr. Magyar Napló 2006/2 56–62. o.
- 94. Csikamacu Monzaemon: A tanbai Jószaku éji dala. Részlet. Magyar Napló 2006/2 62–64. o.
- 95. Jaszuda Jodzsuró: Hazám, Jamato. Magyar Napló 2006/2 64–66. o.
- 96. Kadzsi Motodzsiró: A citrom. Műhely. Az otthonos város. 2006/6 54–57. o.
- 97. „A Japán-tengertől a Duna-partig”. Umemura Yuko Imaoka Juichiróról szóló könyvének bemutatása, Budapest, Palota könyvesbolt, 2006.
- 98. „A Japán-tengertől a Duna-partig”. Umemura Yuko Imaoka Juichiróról szóló könyvének bemutatása, Budapest, Magyarok Háza, 2006.
- 99. „Kijima Hajime japán író a költészetről”. Kulturális identitás és nemzeti irodalomtörténet c. konferencia a Károli Gáspár Református Egyetemen 2006.
- 100. „Japánban jártam”. Előadás a Magyar-Japán Baráti Társaság székesfehérvári klubjában. 2006.
- 101. „Szerelmes versek a japán irodalom vonulatában”. Előadás Salföldön a Kulturális Napok keretében. 2006.
- 102. „A kortárs japán irodalom megjelenése Magyarországon”. Előadás a Magyar Japanológusok VII. konferenciáján. Japán Nagykövetség, Budapest, 2006.

#### 2007
- 103. 1 haiku magyar és angol nyelven. In: EURO-HAIKU. A Bi-Lingual Anthology edited by David Cobb. Iron Press, London, 2007. P. 54.
- 104. „If his work was at question, he was always capable of anything!” The Notion of Artist and Art as Reflected in the Short Stories of Ryunosuke Akutagawa and Yasunari Kawabata. In: Japanológiai körkép (szerk.: Szerdahelyi István–Wintermantel Péter). ELTE Eötvös Kiadó, Bp. 2007. pp. 287–299.
- 105. Magyar-Japán Baráti Társaság 1987–2007. Magyar-Japán Baráti Társaság, Budapest, 2007.
- 106. Таинственная Россия.(Новые материалы заочного обучения русского языка в Венгрии.) In: Мир русского слова и русское слово в мире. XI. конгресс Международной Ассоциации Преподавателей Русского Языка и Литературы. Методика преподавания русского языка. Том 6 (1). Heron Press, Sofia, 2007. стр. 224-227.
- 107. Modern japán irodalmi alkotások egybevetése magyar irodalmi alkotásokkal. In: Japanisztika – konferenciák a Károli Gáspár Református Egyetemen. Károli Gáspár Református Egyetem, Budapest, 2007. 49-53. o.
- 108. Таинственный дворец. Orosz nyelvkönyv idegenvezetők részére. Budapest, OM 2007.
- 109. „Időjáró” az égi mezőkről – Bratka László utolsó kötete. Nagyvilág 2007/5 450–454. o.
- 110. Távol Japántól. Absolute Man. 2007. 1. évfolyam 1. szám 96–100. o.
- 111. Akutagava Rjúnoszuke: Mori tanár úr. In: Az év műfordításai 2007. Magyar Napló, Bp. 2007. 193–205. o.
- 112. Akutagava Rjúnoszuke: A vihar kapujában. Scolar, Bp. 2007. Fordítások Gergely Ágnessel közösen. Időrendi táblázat, irodalomjegyzék.
- 113. Nacuisi Banja: Madarak – 50 haiku japán angol és magyar nyelven. Magyar fordítás japánból. Balassi Kiadó, Budapest, 2007.
- 114. Nacume Szószeki: Biciklinapló (részlet). In: Műhely 2007/5–6 56.- 59. o.
- 115. Oszami Gizó: Csitoszei uepekere. Régi ainu mesék. Publikum kiadó, Zombor, 2007. (Előszó és fordítás Kiss Mónikával, Solymár Amarillával, Szöllősi Líviával, Vonderviszt Annával együtt)
- 116. „A ritmus megjelenési formái a hagyományos japán költészetben” prezentációval egybekötött előadás. Konferencia Kárpáti János születésnapjának tiszteletére. Budapest, Régi Zeneakadémia, 2007.

#### 2008
- 117. Ősi fenyő. Japán haikuk Vihar Judit fordításában. Előszóval és jegyzetekkel. Napkút Kiadó, Bp. 2008.
- 118. „Hagyjatok magamra, hogy együtt legyek az egész világgal” Vihar Béla életéről és költészetéről a költő 100. születésnapja alkalmából. Ipolyi Arnold Városi Könyvtár és Helytörténeti Gyűjtemény, Törökszentmiklós, 2008.
- 119. Örömutazás. Haikufűzér. In: Napút 2008/6 35. o.
- 120. Száz éve született Vihar Béla. Litera internetes folyóirat 2008. május
- 121. „Eljegyeztem magam a világgal és az igazsággal.” Tanulmány Vihar Béláról. Hajdúnánási Helytörténeti füzetek, Hajdúnánás 2008.
- 122. Fodor Ákos: Pontok. Válogatta: Vihar Judit. Napkút Kiadó, Bp. 2008.
- 123. Praktikus információk utazóknak orosz nyelven. Hanganyag készítése a OM Továbbképzési központja megbízásából. 2008.
- 124. Orosz nyelvi hanganyag értékbecslők számára. Hanganyag készítése a OM Továbbképzési központja megbízásából. 2008.
- 125. Nacume Szószeki: Biciklinapló (részlet). In: Az év műfordításai 2008. Magyar Napló, Bp. 2008. 205.-210. o.
- 126. A Japán Biken kiállítás számára mintegy 40 haiku és tanka műfordítása. 2008.
- 127. Akutagava Rjúnoszuke: Az álom. Műhely 2008/5. ÁLOM 1. 25-28. o.
- 128. „Csitoszei uepekere – az ainuk élete és mesevilága” Előadás prezentációval egybekötve. Japán Alapítvány, Budapest, 2008.
- 129. „A haiku világa” Előadás. Japán Napok Budapest, Millenáris, A Magyar-Japán Baráti Társaság szervezésében. 2008.
- 130. „A haiku világa”. Előadás Keszthelyen a Japán Napok keretében az Életfa iskolában, 2008.

#### 2009
- 131. Két haiku magyarul és szerbül (ford. Dragan J. Risztics). In: Haiku Novine, 2008. december. 27. o.
- 132. Falevél. Haikufűzér. In: Napút 2009/2 56. o.
- 133. Tudomány és hagyományos művészet a 21. századi Japánban. In: Örökség. A Kulturális Örökségvédelmi Hivatal tájékoztató folyóirata. XIII. évfolyam 4. szám 2009. április 8–9. o.
- 134. Nacume Szószeki világa magyar műfordítása kapcsán. In: Japanisztika konferenciák a Károli Gáspár Református Egyetemen 2007–2008. Károli Gáspár Református Egyetem kiadója, Bp. 2009. 41–49. o.
- 135. „Mint fácán csodás tolla…” A klasszikus japán költészet díszítő jegyei különös tekintettel a honkadori megjelenési formáira. In: Japanisztika konferenciák a Károli Gáspár Református Egyetemen 2007–2008. Károli Gáspár Református Egyetem kiadója, Bp. 2009. 193–203. o.
- 136. Nacuisi Banja ötven haikuja a madarakról japán angol és magyar nyelven. In: Quo vadis philologia temporum nostrorum? Korunk civilizációjának nyelvi képe. Tinta Könyvkiadó, Bp. 2009. 281–285. o.
- 137. Bevezető. In: Dr. Gubacsi Attila–Barta Balázs: 21 szamuráj. Beszélgetések Magyarország vezető harcművészeivel. Axel Média Bp. 2009.
- 138. Akutagava-konferencia Rómában. Litera 2009. http://www.litera.hu/hirek/akutagava-konferencia-romaban
- 139. Nemecsek a Vihar kapujában (japán fordításban). In: Hangarí – Jóroppa no hószeki. A jublieumi év magyar kiadású japán nyelvű almanachja.Budapest, 2009.
- 140. A Magyar-Japán Baráti Társaság rövid története (japán fordításban). In: Hangarí – Jóroppa no hószeki. A jublieumi év magyar kiadású japán nyelvű almanachja. Budapest, 2009.
- 141. A műfordításról. Napút 2009/5. 30. o.
- 142. A japán irodalomról dióhéjban. In: Ismerjük meg Japánt! Bevezetés a japanisztika alapjaiba. Szerk.: Farkas Ildikó. Eötvös Kiadó, Bp. 2009. 87–137. o.
- 143. A japán irodalom megjelenése Magyarországon 1989-ig. In: Tanulmányok a magyar-japán kapcsolatok történetéből. Szerk.: Farkas Ildikó, Szerdahelyi István, Umemura Yuko, Wintermantel Péter. Eötvös Kiadó, Bp. 2009. 383–404. o.
- 144. A Magyar-Japán Baráti Társaság története, 1987–2007. In: Tanulmányok a magyar-japán kapcsolatok történetéből. Szerk.: Farkas Ildikó, Szerdahelyi István, Umemura Yuko, Wintermantel Péter. Eötvös Kiadó, Bp. 2009. 543–562. o.
- 145. Néhány fejezet a Magyar-Japán Baráti Társaság Haiku Klubjának történetéből. In: Tanulmányok a magyar-japán kapcsolatok történetéből. Szerk.: Farkas Ildikó, Szerdahelyi István, Umemura Yuko, Wintermantel Péter. Eötvös Kiadó, Bp. 2009. 562–567. o.
- 146. Haiku poetry in Hungary. In: Synergy of Cultural Dialogues. BGF Külkeresk. Kar Bp. Mátyásföld 2009. pp. 41-45.
- 147. Tóth-Vásárhelyi Réka: A csodálatos fababa meséje. Kétnyelvű kiadás. Napkút Kiadó, Bp. 2009. lektorálás.
- 148. Tudomány és hagyományos művészet a 21. századi Japánban. Örökség. Műemlék – Régészet – Műtárgy. A Kulturális Örökségvédelmi Hivatal tájékoztató folyóirata. 2009. április XIII. évfolyam 4. szám 8, 9. o.
- 149. Papp Lajos: A kővágó – japán mese nyomán zongorára. A japán mese fordítása magyarra. Editio Musica Budapest 2009.
- 150. Macuo Basó haikui. Buszon és Szaigjó tankái. Napút 2009/5 120-122. o.

### 2010-es évek

#### 2010
- 151. „Poezia e un act de creaţije prin care facem bucurii unii alora”. Interviu de Amalia Stănescu. In: Poesis 2010 69-10. pp. 76-79.
- 152. EZER MAGYAR HAIKU. Napkút Kiadó Bp., 2010. Válogatás, szerkesztés, előszó. 3 haiku.
- 153. Világkép a nyelvben és a nyelvhasználatban. Tinta Könyvkiadó, Bp. 2010. Szerk. Bárdosi Vilmos. In: „Kérem üljön fel egy biciklire” – Nacume Szószeki magyar fordításairól. 283–291. o.
- 154. Világ Haiku Fesztivál Pécs 2010. Magyar-Japán Baráti Társaság, Pécs 2010. Többnyelvű haiku antológia a fesztivál alkalmából.
- 155. Világ Haiku Fesztivál Pécs 2010. Magyar-Japán Baráti Társaság, Pécs 2010. Benne 10 haiku magyar és angol nyelven. 120-126. o.
- 156. Parányiban a nagyot. In: NAPÚT 2010/2 3-5. o. és 53. o.
- 157. Két haiku magyar, angol, francia és holland nyelven. In: Haiku in Gent – Gent in haiku. Zilvervisje glimt. International haiku festival Gent 2010. pp. 61, 62.
- 158. The poet with a bleeding throat. In: Universitaria, Revista Universităţii „Spiru Haret” Constanţa. Anul VI nr. 7 2010. pp. 34–36.
- 159. Antik elemek Akutagava Rjúnoszuke Mensura Zoilicímű novellájában. In: Corollarium. Tanulmányok a 65 éves Tar Ibolya tiszteletére. Szerk. Czerovszki Mariann, Nagyillés János. Szeged, Hungaria 2010. pp. 357–360.
- 160. Akutagava Rjúnoszuke: Mandarinok. Műhely 2010/1-2. VONAT. 63-65. o.
- 161. Isihara Sintaró: Vonaton. Műhely 2010/1-2.VONAT. 67-69. o.
- 162. Világ Haiku Fesztivál Pécs 2010. Magyar-Japán Baráti Társaság, Pécs 2010. Benne a külföldi költők fordításai.

#### 2011
- 163. Előszó Bárdos Attila: Tangens kettős végtelen c. haiku kötetéhez. Napkút, Bp. 2011. 5-7. o.
- 164. Földeáki-Horváth Anna: Olvadó idő. Előszó a verseskönyvhöz. Uránusz kiadó. Bp. 2011. 5-6. o.
- 165. Három haiku magyar, angol és japán nyelven. In: Szekai haiku Tokió, 2011. 7. Szerk. Nacuisi Banja. 61.
- 166. Öt haiku magyar, angol és japán nyelven. In: Sekai Haiku kyoukai antorojii 2011. Tokyo, Meiji University. pp. 38-39.
- 167. Tíz haiku a Napútról. In: Napút 2011. 2. 39. o.
- 168. Macuo Basó: Észak ösvényein. Vince Kiadó, Bp. 2011. Szerkesztés és előszó.
- 169. The Blue Planet. Multilingual Haiku Antology. Mizu no hoshi. Edited by Toshio KIMURA. Hokumeisha, Tokyo 2011. pp. 15., 60., 61.
- 170. 1 haiku. Nagyvilág, 2011/11. 883. o.
- 171. Haikuk (Japán, Itthon, Levelek). In: Irodalmi Epreskert 2011/I./1. 25. o.
- 172. A vérző torkú költő. In: Irodalmi Epreskert 2011/I./2. 12. o.
- 173. Nemecsek a vihar kapujában. In: Irodalmi Epreskert 2011/I./3. 72-73. o.
- 174. Misima Jukio: Halál nyáron. Ford: Fázsy Anikó. In: Nagyvilág 2011/7–8. pp. 529–550. lektorálás
- 175. Doc Drumheller: In transit. 100 haiku in 11 languages. Cyberwit. Net, New Zeealand 2011. pp. 31–41.
- 176. Macuo Basó: Észak ösvényein. Egy 17. századi japán költő verses útinaplója. Vince Kiadó, Bp. 2011.
- 177. A tenger világa. The World of the sea. Umi no sekai. 50 haiku japán, angol és magyar nyelven. Nacuisi Banja haikui, Pápai Éva akvarelljeivel. Japánból magyarra fordította: Vihar Judit. Balassi Kiadó, Bp. 2011.

#### 2012
- 178. Manióka kása vagy töltött káposzta? In: Irodalmi Epreskert 2012/II./1. 16-18. o.
- 179. Haikuk (Kavics, Japán hegyek között) In: Irodalmi Epreskert 2012/II./2. 50. o.
- 180. Japán közmondások. Utószó. Kelet Kiadó Bp. 2012. 173–188. o.
- 181. „Kérem, üljön fel egy biciklire”. Nacume Szószeki magyar műfordításairól. In: Irodalmi Epreskert 2012/II./3. 17-21. o.
- 182. Murakami regényhősök nyomában. In: Gaál Zoltán: Murakami Alluziók. Bp., Folpress kiadó 2012. (magyar, angol és japán nyelven) pp. 10-13., 16-19, 22-25.
- 182. Akutagava no szakuhin ni okeru henka. In: Amerika daikai ronbunsú. Ed.: Massimiliano Tomasi (Western Washington University). Kokuszai Akutagava Rjúnoszuke Gakkai Dai 7 kai. Bellingham, 2012. 10. 5 – 7. pp. 88-91.
- 183. Előszó. In: Hétszínvirág. Haikuk. Poly-Art Alapítvány, Érd, 2012. 4-6. old.
- 184. http://www.litera.hu/hirek/akutagava-bonyolult-iro-egy-bonyolult-korban
- 185. „Krikszkrakszokat, japán betűket írnék”. In: Irodalmi Epreskert 2012/II./4. 12-21. o.
- 186. Kavicsok – haikuk. Napút 2012/2. 24. o.
- 187. „Könnycseppemben hajlékra lel a Hold”. Villányi G. András „Tükröződések” című kötetéről. In: Nagyvilág 2012/10 984–990. o.
- 188. Mukójama Kazuko: Második hazám, Magyarország. EP Systema Bt., Bp., 2012.
- 189. Kavabata Jaszunari: Csipkerózsikák 1. In: Nagyvilág 2012/7 szám 617–645. o.
- 190. Kavabata Jaszunari: Csipkerózsikák 2. In: Nagyvilág 2012/8 szám 755–771. o.
- 191. Kavabata Jaszunari: Csipkerózsikák 3. In: Nagyvilág 2012/9 szám 836–849. o.
- 192. Ihara Szaikaku: Evilági hívságok. In Műhely. Piac. 2012/5-6. 77-89. o.
- 193. Akutagava no szakuhin ni okeru henka. Előadás az Akutagawa gakkai 7. konferenciáján USA, West Washington Egyetem 2012. okt. 6.
- 194. Előadás a Magyar-Japán Baráti Társaság megalakulásának 25. évfordulóján. Bp. BGF díszterme, 2012. okt.12.
- 195. A japán gasztronómia. Előadás a szombathelyi MJBT Japán Napján 2012. okt. 20-án a szombathelyi Savaria moziban. (Megnyitó beszéd is.)
- 196. Könyvbemutató ünnepi beszéd a Hétszínvirág c. haikukötet megjelenése alkalmából. Érd, Csuka Zoltán Könyvtár és Műv. Ház, 2012. okt. 24.
- 197. Haiku poetry in Hungary. Románia, Constanza, 7. Haiku Fesztivál. Ovidius Egyetem.
- 198. Nacuisi Banja: Budapesuto no haiku tenrankai (A Haiku Exhibition in Budapest). In: Ginyu 2012/7 55. szám pp. 10, 11.; p. 66.
- 199. http://revizoronline.com/hu/cikk/4526/muforditok-egyesulete-szakmai-hetvege/

#### 2013
- 200. „A vihar után ezer nap ragyog”. Néhány gondolat a bolgár haikuról. In: Irodalmi Irodalmi Epreskert 2013/ III. évf. 1. szám 18-21. o.
- 201. Halálos szerelem és szívós élni akarás Sindó Kaneto kései filmeiben. A japán irodalmi hagyaték életben tartása a Délutáni végrendelet és az Élni akarok című filmekben. Irodalmi Epreskert 2013/ III. évf. 2. szám 8-13. o.
- 202. Hat haiku angol és román nyelven. In: Haiku antologie internaţionalǎ. Festival Constanţa. Realizator Valentin Nikoliţov. Editura Societǎţii Seriitoritor Români, Bucureşti, 2013. pp. 172-174.
- 203. Haiku poetry in Hungary. In: Collected Speeches for the Seventh International Haiku-Haiga Festival Theme: Contemporary haiku-haiga, in Romania and abroad. Editura VIF, Constanţa, 2013. pp. 92-94.
- 204. A magyar haiku története. A Hungarian Haiku History. ハンガリー俳句略史.In: World Haiku 2013 No. 9. 世界俳句2013 No.9. pp. 81-93. 2x.
- 205. Három haiku angol, japán és magyar nyelven. In: World Haiku 2013 No. 9. 世界俳句2013 No.9. p. 63. 2x.
- 206. Szabók a magyar műfordításban. (Papp Andreával közösen). In: Reáliák a lexikológiától a frazeológiáig. Értelmezések és fordítási kérdések. Tinta Könyvkiadó, Bp. 2013. pp. 187-193.
- 207. Nyolc haiku. In: Napút, Víztükörkép, 2013/2. pp. 70., hátsó borító
- 208. Preface. 序文. Prólogo. In: Sayumi Kamakura: Seven Sunsets. 七つの夕日. Siete atardeceres. Haiku collection. Allahabad, India, Cyberwitnet, 2013. pp. 4-14.
- 209. 5 haiku. Kaláka 2013. november 1. o.
- 210. 1 haiku. In: M. Komáromi Gyöngyi: Élet-fa. Pedagógiai kaland az ezredfordulón. Keszthely, 2013. (a szerző kiadása) 83. o.
- 211. Akutagava Rjúnoszuke no szakuhin, Uma no asi. In: Akutagava Rjúnoszuke bungaku no gendaiszei to kokuszaiszei. Dai 8kai kokuszai Akutagava Rjúnoszuke gakkai. Ed.: Mijaszaka Szatoru, Takahasi Tacuo, Asa-Bettina Wutrhenow. Ruprecht Karls Universität, Heidelberg, 2013. pp.66.-70.
- 212. Szakértői munka. Japán Vörös és Fekete. Hagyományos japán viselet és kortárs magyar ékszerek. Szerk. Fajcsák Györgyi. Iparművészeti Múzeum–Janus Pannonius Múzeum, Bp., 2013.
- 213. Budapeszuto, a főváros látnivalói 90 színes képpel, japán nyelven. Lítea, Bp. 2013. pp. 1-49.
- 214. Akutagava: Biszei hite. In: Irodalmi Epreskert 2013. III. évf. 4. szám 11., 12. o.
- 215. Akutagava: A lóláb c. elbeszélésének magyar műfordítása. Akutagava Társaság konferenciája. Előadás a Heidelbergi Egyetemen 2013-ban.
- 216. „Ha a munkájáról volt szó, képes volt bármikor bármire!”Akutagava Rjúnoszuke és Kavabata Jaszunari művészről és művészetről alkotott elképzelései novelláinak tükrében. Előadás a Károli egyetemen a Japán tanszék fennállásának 20. évfordulója alkalmából.

#### 2014
- 217. Vihar Judit önvallomás. In: Hetvenkét jeles hetvenes. Napút évkönyv 2014. pp. 94–96.
- 218. 5 haiku. Kaláka 2014. január 20. p. 3.
- 219. Öt haiku. In: Kaláka 2014. febr. 20. http://kalaka14februar.homestead.com/page2.html
- 220. Öt haiku. In: Kaláka 2014. márc. 20. http://kalaka14marcius.homestead.com/page2.html
- 221. Másodszor Phenjanban. Haibunnal helyezés a Napút „pehely” tárgyú versenyén. In. Napút 2014/2. 20., 21. o.
- 222. http://kalaka14aprilis.homestead.com/muhely.html Öt haiku; Hibbant vénember-e a kedves bópeer? Tanizaki és Déry művének összehasonlító elemzése. In: Kaláka 2014/ április 2., 3. o.
- 223. Három haiku angol, japán és magyar nyelven. In: World Haiku 2014 No. 10. 世界俳句2014 No.10. p. 63. 2x.
- 224. Misima Jukio: Barátom, Hitler és Madame de Sade. In: Előszó. Jegyzetek, szinopszisok. Napkút, 2014. 609. o.
- 225. Haikuk Japánról. In: Kaláka 2014. augusztus 20. http://kalaka14aug.homestead.com/page2.html
- 226. Haiku a poggyászban (utazás – öt haiku)http://kalaka14szeptember.homestead.com/page2.html
- 227. Japán közmondások http://kalaka14szeptember.homestead.com/muhely.html
- 228. Öt haiku (levelek) http://kalaka14oktober.homestead.com/proza--versek-2-oldal.html
- 229. Halálos szerelem és szívós élni akarás Sindó Kaneto kései filmjeiben In: Pozsonyi Szemle 2014/ 2 65--69. o.
- 230. Haikuk ”víztükör” témára. In: Irodalmi Epreskert 2014. IV. évfolyam 3. szám 21. o.
- 231. Öt haiku. In: Kaláka 2014. december 2. o. http://kalaka14december.homestead.com/page2.html
- 232. Misima Jukio: Barátom, Hitler és Madame de Sade. Japán nyelvű lektorálás. Lábjegyzetek. Napkút, 2014. 609. o.
- 233. Ruth Ozeki: Az idő partjain. Tea kiadó, Bp. 2014. Lektorálás és magyar jegyzetek. 424. o.
- 234. Misima Jukio: Barátom, Hitler és Madame de Sade. In: A három alapszín. 571–589. o. Napkút, 2014. 609. o.
- 235. Akutagava Rjúnoszuke: Mandarinok. In: Pozsonyi Szemle 2014/2 11–14. o.
- 236. Misima Jukio: A három alapszín. In: Pozsonyi Szemle 2014/2 26–38. o.
- 237. Mai japán költők haikui és tankái. In: Pozsonyi Szemle 2014/2 22–25. o.
- 238. Ruth Ozeki: Az idő partjain. Tea kiadó, Bp. 2014. Joszano Akiko verse. 414. o.
- 239. Akutagava Rjúnoszuke: A lóláb. In: Műhely – Idegenség. 2014. 173–178. o.
- 240. Csikamacu Monzaemon: Kikaigasima. 2. felvonás. In: Irodalmi epreskert 2014. 4. szám 30–45. o.

#### 2015
- 241. Három haiku. Kaláka 2015. január http://kalaka15januar.homestead.com/page2.html
- 242. Ady japánul. Irodalmi Epreskert 2015. március 10–14. o.
- 243. Három haiku. In: Kaláka 2015. április p. 2. http://kalaka15aprilis.homestead.com/page2.html
- 244. Három haiku magyarul, japánul, angolul. World Haiku 2015 No. 11. 世界俳句2015 No.11. p. 68. 2x.
- 245. Villányi László haikui. In: Napút 2015. 2. 28–30. o.
- 246. Fodor Ákos halálára. In: Napút 2015. 2. 8. o.
- 247. Hét haiku taréj témára. In: Napút 2015. 2. 24. o.
- 248. 1 haiku magyar és angol nyelven. In: A vast sky. An antology of Contemporary World Haiku. Ed.: Bruce Ross, Kōko Katō, Dietmar Tauchner, Patricia Prime. Tancho Press, USA 2015. p. 78.
- 249. Műfordítói rekordok. (Papp Andreával közösen.) In: A nyelvi pragmatika kérdései szinkrón és diakrón megközelítésben. Szerk. Bárdosi Vilmos. Tinta Könyvkiadó, Bp. 2015. 209-219. o.
- 250. 2 haiku magyar, angol, francia és flamand nyelven. In: Haiku in Ghent – Ghent in haiku. International Haiku-Festival Gent 2015. Duizend Kraanvogels. Uitgave Viadagio vzw, Ghent, 2015. pp. 55., 56.
- 251. A szerelem és a japán irodalom. In: Irodalmi Epreskert 2015. szeptember V. évfolyam 3. szám 11–14. o.
- 252. Haiku 2015. (4 haiku). In: Kaláka 2015. október XIV. évfolyam 10. szám 2. o.
- 253. Japán-magyar nagyszótár. Kiadó, szerkesztő, összeállító. Japán Stúdiumok Alapítvány, 2015. 1424. o.
- 254. Rejtőzködő tó. Modern japán haikuantológia. Szerkesztette: Kató Kóko. Fordította: Bakos Ferenc és Vihar Judit. Cédrus Művészeti Alapítvány – Napkút Kiadó, Budapest, 2015. 266. o.
- 255. SMS-ek a túlvilágról. In: Parnasszus XXI. Évf. 3. szám 2015. 45., 46. o.
- 256. Magyar táj… hat haiku. In: Kaláka 2015. december 2. o.
- 257. „Ha a munkájáról volt szó, képes volt bármikor bármire!” Akutagava Rjúnoszuke és Kavabata Jaszunari művészekről és művészetről alkotott elképzelései novelláik tükrében. In: Kortárs Japanológia I. Szerk.: Farkas Ildikó, Sági Attila. Bp., Károli Református Egyetem – L'Harmattan Kiadó, 2015. 25–33. o.
- 258. Amikor a műfordító elszunyókál. (Papp Andreával közösen). In: Modern Filológiai Társaság Értesítője. 2015. december. 3–8. o.
- 259. „Ezer alakban…” A Gendzsi monogatari és megjelenési formái a világirodalomban. In: Gendzsi herceg nyomában. Japán képben és írásban. Szerk.: Dénes Mirjam – Fajcsák Györgyi. Szépművészeti Múzeum – Hopp Ferenc Ázsiai Múzeum, 2015. 13–35. o.
- 260. In one thousand guises. In: In search of prince Genji. Japan in words and images. Edited by Mirjam Dénes – Györgyi Fajcsák. Budapest, The Museum of Fine Arts – Ferenc Hopp Museum of Asiatic Arts, 2015. pp. 13–35.
- 261. A japán Gendzsi magyar unokája. In: Gendzsi herceg nyomában. Japán képben és írásban. Szerk.: Dénes Mirjam – Fajcsák Györgyi. Szépművészeti Múzeum – Hopp Ferenc Ázsiai Múzeum, 2015. 197–209. o.
- 262. Japanese Genji’s Hungarian Grandson. In: In search of prince Genji. Japan in words and images. Edited by Mirjam Dénes – Györgyi Fajcsák. Budapest, The Museum of Fine Arts – Ferenc Hopp Museum of Asiatic Arts, 2015. pp.197–209.
- 263. Antik elemek Akutagava Rjúnoszuke Mensura Zoili című novellájában. In: Irodalmi Epreskert 2015. V. évf. 4. szám 10–12. o.
- 264. A japán himnusz magyar fordítása. In: Japán. Ázsiai kultúrákról fiataloknak 2. A Hopp Ferenc Ázsiai Művészeti Múzeum Múzeumpedagógiai kiskönyvtára. Bp. 2015. 6. oldal
- 265. Öt haiku. In: Kaláka 2014. febr. 20. http://kalaka14februar.homestead.com/page2.html
- 266. http://kalaka14aprilis.homestead.com/muhely.html Öt haiku; Hibbant vénember-e a kedves bópeer? Tanizaki és Déry művének összehasonlító elemzése. In: Kaláka 2014/ április 2., 3. old.
- 267. Misima Jukio: Barátom, Hitler és Madame de Sade. In: Előszó. Jegyzetek, szinopszisok. Napkút, 2014. 609. o.
- 268. Haikuk Japánról. In: Kaláka 2014. augusztus 20. http://kalaka14aug.homestead.com/page2.html
- 269. Haiku a poggyászban (utazás – öt haiku)http://kalaka14szeptember.homestead.com/page2.html
- 270. Japán közmondások http://kalaka14szeptember.homestead.com/muhely.html
- 271. Rövid kritika a hátsó borítón. In: Ferenc Bakos: Desert wind. Red Moon Press, Wincester VA USA, 2015.
- 272. 日ハ両国友好協会からのお別れの言葉. In: Barátság No. 157. 2015.07.31. 1. p.
- 273. Akutagawa Rjúnoszuke: Levél barátomnak (végrendelet). Új Forrás 2015/05, 3-6. o.
- 274. Óoka Makoto versei. Új Forrás 2015/05, 7-9. o.
- 275. „Szerelem nélkül az élet mit sem ér” Tanizaki Dzsúnicsiró és Déry Tibor az öregségről. Előadás az Oszakai Egyetem Magyar tanszékén 2015. május 26-án.

#### 2016
- 276. „Ezer alakban…” A Gendzsi monogatari és megjelenési formái a világirodalomban. In: Irodalmi Epreskert 2016. 1. szám március 8–24. o.
- 277. Három haiku magyarul, japánul, angolul. World Haiku 2016 No. 12. 世界俳句2016 No.12. p. 56. 2x.
- 278. Harada Kiyomi Laudációja a Balassi-emlékkard átvétele alkalmából. In: Kalejdoszkóp, magyar-angol kulturális folyóirat 2016. 3–4. 11. o.
- 279. Tíz haiku „vonal” témában. In: Napút 2016. 2. 71. o.
- 280. „Hibbant vénember-e a kedves bópeer? Tanizaki Jun’ichiro és Déry Tibor regényének összehasonlítása. In: Irodalmi Epreskert 2016. VI. évf. 2. szám 17–20. o.Vihar Judit önvallomás. In: Hetvenkét jeles hetvenes. Napút évkönyv 2014. pp. 94–96.
- 281. Muraközy László: A japán rejtély. Akadémiai kiadó, Bp., 2016. Szakmai lektorálás. 369. o.